# راينار هاليك
راينار هاليك (بالإستونية: Reinar Hallik)‏ مواليد 5 يناير 1984 في نارفا، هو لاعب كرة سلة إستوني. بدأ مسيرته الاحترافية في سنة 2001.

## المسيرة الاحترافية
لعب مع نادي كاليف لكرة السلة في موسم 2003–2004، ثم لعب مع راكفيره تارفاس في سنة 2006، ثم لعب مع نادي أوبسالا لكرة السلة في موسم 2006–2007.

## الإنجازات
- كأس فنلندا لكرة السلة: 2007

## روابط خارجية
- راينار هاليك على موقع الاتحاد الدولي لكرة السلة (الإنجليزية)
- راينار هاليك على موقع كرة السلة الأوروبية.كوم (الإنجليزية)
- راينار هاليك على موقع ريلجم (الإنجليزية)
- راينار هاليك على موقع بروبوليرز (الإنجليزية)